# ФК КФР Клуж
ФК КФР Клуж (рум. FC CFR Cluj) је румунски фудбалски клуб из Клуж-Напоке. Клуб је већину свог постојања провео у нижим лигама, осим шест сезона у Првој лиги Румуније од сезоне 1969/70. до 1975/76., када су испали у нижи ранг, а тамо су били све док клуб није добио велику финансијску подршку 2002. од Арпада Пажканија. Клуб се већ 2004. враћа у елитни ранг и тада обезбеђује учешће у свом првом УЕФА такмичењу, Интертото купу 2005., када стиже до финала.
У сезони 2007/08. клуб је први пут у историји био првак Прве лиге Румуније, и по први пут након 17 година одузео титулу клубовима из Букурешта, а само шест година раније клуб је био у трећем рангу румунског фудбалског система. Клуб се као првак државе директно квалификовао за групну фазу Лиге шампиона 2008/09., када је већ у првом колу све изненадио победивши Рому са 2:1 у гостима и још у другом колу одиграо нерешено 0:0 код куће са Челсијем, али је ипак након тога изгубио све утакмице и такмичење завршио на четвртом месту у групи. Од велике промене власника 2002. клуб је освојио чак девет трофеја, одн. 3 пута првенство, 5 пута куп и 2 пута суперкуп Румуније.

## Успеси

### Национални
Прва лига Румуније:
- Победник (8) : 2007/08, 2009/10, 2011/12, 2017/18, 2018/19, 2019/20, 2020/21, 2021/22.

Друга лига Румуније:
- Победник (2) : 1968/69, 2003/04.

Трећа лига Румуније:
- Победник (7) : 1946/47, 1982/83, 1985/86, 1988–89, 1990/91, 1995/96, 2001/02.

Куп Румуније:
- Победник (5) : 2007/08, 2008/09, 2009/10, 2015/16, 2024/25.

Суперкуп Румуније:
- Победник (4) : 2009, 2010, 2018, 2021

### Међународни
- Финалиста Интертото купа:
  - 2005.
- УЕФА Лига шампиона, групна фаза;
  - 2008/09.
  - 2010/11.
  - 2012/13.
- УЕФА Лига Европе, групна фаза;
  - 2009/10.

## Стадион
Клуб своје домаће утакмице игра на стадиону Константин Радулеску у Клуж-Напоку, а капацитет стадиона је 23.500 седећих места.
Са инвестицијом од 10 милиона евра, од јесени 2006. до јуна 2007, клуб је поставио нову квалитетнију траву, поставио нове рефлекторе и унапредио инфраструктуру. Сав посао је био завршен за стогодишњицу клуба, када је на њему одигран први званични пријатељски меч против португалске Бенфике. Након што се Клуж квалификовао за групну фазу Лиге шампиона 2008/09., стадион је 2008. реновиран и проширен на капацитет од 23.500 места. Стадион спада међу најмодерније у Румунији, а постоје планови за његово даље проширење.
6. септембра 2008. фудбалска репрезентација Румуније је одиграла своју прву званичну утакмицу на овом стадиону, а прву у Клужу после 85 година, а то је био меч квалификација за Светско првенство 2010. против репрезентације Литваније, када је Румунија поражена са чак 3:0.

## Састав из 2010.
Од 2. јуна 2010.
| Бр. |                 | Позиција | Играч            |
| --- | --------------- | -------- | ---------------- |
| 1   | Португалија     | Г        | Нуно Кларо       |
| 2   | Француска       | О        | Антони да Силва  |
| 4   | Румунија        | О        | Кристијан Панин  |
| 5   | Буркина Фасо    | Н        | Јсуф Коне        |
| 6   | Румунија        | С        | Габријел Мурешан |
| 7   | Румунија        | С        | Емил Дика        |
| 8   | Ангола          | С        | Диминик Кивуву   |
| 9   | Обала Слоноваче | Н        | Ласина Траоре    |
| 10  | Румунија        | Н        | Чипријан Дик     |
| 13  | Италија         | О        | Фелисе Пиколо    |
| 15  | Бразил          | О        | Хуго Алкантара   |
| 19  | Аргентина       | С        | Емануел Кулио    |
| 20  | Португалија     | О        | Каду             |

| Бр. |                 | Позиција | Играч           |
| --- | --------------- | -------- | --------------- |
| 22  | Румунија        | С        | Јоан Хора       |
| 23  | Бразил          | О        | Лео Велосо      |
| 24  | Румунија        | О        | Јонут Рада      |
| 30  | Румунија        | Н        | Серђу Буш       |
| 31  | Португалија     | С        | Дани            |
| 33  | Словачка        | Г        | Борис Пешкович  |
| 44  | Румунија        | Г        | Едуард Станчоу  |
| 55  | Португалија     | О        | Нуно Диого      |
| 66  | Бразил          | О        | Едимар          |
| 77  | Румунија        | Н        | Пол Батин       |
| 85  | Румунија        | Н        | Кристијан Буд   |
| 99  | Хрватска        | Н        | Саша Бјелановић |
| --  | Обала Слоноваче | С        | Емануел Коне    |

## ФК КФР Клуж у европским такмичењима
Од 15. августа 2019.
| Сезона  | Такмичење     | Резултат           | Држава              | Клуб               | Дом. | Гост       |
| ------- | ------------- | ------------------ | ------------------- | ------------------ | ---- | ---------- |
| 2005.   | Интертото куп | 1. коло            | Литванија           | Ветра              | 3:2  | 4:1        |
| 2005.   | Интертото куп | 2. коло            | Шпанија             | Атлетик Билбао     | 1:0  | 0:1 (пен.) |
| 2005.   | Интертото куп | 3. коло            | Француска           | Сент Етјен1        | 1:1  | 2:2        |
| 2005.   | Интертото куп | полуфинале         | Литванија           | Жалгирис Вилњус    | 5:1  | 2:1        |
| 2005.   | Интертото куп | финале             | Француска           | Ланс               | 1:1  | 1:3        |
| 2007/08 | Куп УЕФА      | 2. коло кв.        | Кипар               | Анортозис          | 1:3  | 0:0        |
| 2008/09 | Лига шампиона | група А            | Италија             | Рома               | 1:3  | 2:1        |
| 2008/09 | Лига шампиона | група А            | Енглеска            | Челси              | 0:0  | 1:2        |
| 2008/09 | Лига шампиона | група А            | Француска           | Бордо              | 1:2  | 0:1        |
| 2009/10 | Лига Европе   | плеј-оф            | Босна и Херцеговина | Сарајево           | 2:1  | 1:1        |
| 2009/10 | Лига Европе   | група К            | Данска              | Копенхаген         | 2:0  | 0:2        |
| 2009/10 | Лига Европе   | група К            | Холандија           | ПСВ Ајндховен      | 0:2  | 0:1        |
| 2009/10 | Лига Европе   | група К            | Чешка               | Спарта Праг        | 2:3  | 0:2        |
| 2010/11 | Лига шампиона | група Е            | Швајцарска          | Базел              | 2:1  | 0:1        |
| 2010/11 | Лига шампиона | група Е            | Италија             | Рома               | 1:1  | 1:2        |
| 2010/11 | Лига шампиона | група Е            | Њемачка             | Бајерн Минхен      | 0:4  | 2:3        |
| 2012/13 | Лига шампиона | 3. коло кв.        | Чешка               | Слован Либерец     | 1:0  | 2:1        |
| 2012/13 | Лига шампиона | плеј оф            | Швајцарска          | Базел              | 1:0  | 2:1        |
| 2012/13 | Лига шампиона | група Х            | Португалија         | Брага              | 3:1  | 2:0        |
| 2012/13 | Лига шампиона | група Х            | Енглеска            | Манчестер јунајтед | 1:2  | 1:0        |
| 2012/13 | Лига шампиона | група Х            | Турска              | Галатасарај        | 1:3  | 1:1        |
| 2012/13 | Лига Европе   | шеснаестина финала | Италија             | Интер Милано       | 0:3  | 0:2        |
| 2014/15 | Лига Европе   | 2. коло кв.        | Србија              | Јагодина           | 0:0  | 1:0        |
| 2014/15 | Лига Европе   | 3. коло кв.        | Белорусија          | Динамо Минск       | 0:2  | 0:1        |
| 2018/19 | Лига шампиона | 2. коло кв.        | Шведска             | Малме              | 0:1  | 1:1        |
| 2018/19 | Лига Европе   | 3. коло кв.        | Јерменија           | Алашкерт           | 5:0  | 2:0        |
| 2018/19 | Лига Европе   | плеј-оф            | Луксембург          | Диделанж           | 2:3  | 0:2        |
| 2019/20 | Лига шампиона | 1. коло кв.        | Казахстан           | Астана             | 3:1  | 0:1        |
| 2019/20 | Лига шампиона | 2. коло кв.        | Израел              | Макаби Тел Авив    | 1:0  | 2:2        |
| 2019/20 | Лига шампиона | 3. коло кв.        | Шкотска             | Селтик             | 1:1  | 4:3        |
| 2019/20 | Лига шампиона | плеј-оф            | Чешка               | Славија Праг       | 0:1  |            |

1 Клуж прошао даље због више постигнутих голова у гостима

## Статистика учешћа у Првој лиги Румуније
| Сезона   | Поз. | Поб. | Нер. | Пор. | Голова | Бод. |
| -------- | ---- | ---- | ---- | ---- | ------ | ---- |
| 1946/47. | 7.   | 13   | 4    | 9    | 44:29  | 30   |
| 1947/48. | 8.   | 9    | 10   | 11   | 48:42  | 28   |
| 1948/49. | 11.  | 9    | 5    | 12   | 39:67  | 23   |
| 1969/70. | 14.  | 10   | 7    | 13   | 29:45  | 27   |
| 1970/71. | 14.  | 9    | 8    | 13   | 37:52  | 26   |
| 1971/72. | 13.  | 9    | 7    | 14   | 27:37  | 25   |
| 1972/73. | 5.   | 11   | 11   | 8    | 33:33  | 33   |
| 1973/74. | 14.  | 11   | 9    | 14   | 40:53  | 31   |
| 1974/75. | 15.  | 11   | 10   | 13   | 26:34  | 32   |
| 1975/76. | 17.  | 9    | 10   | 15   | 30:39  | 28   |
| 2004/05. | 11.  | 9    | 9    | 12   | 33:44  | 36   |
| 2005/06. | 5.   | 14   | 8    | 8    | 36:27  | 50   |
| 2006/07. | 3.   | 21   | 6    | 7    | 59:32  | 69   |
| 2007/08. | 1.   | 23   | 7    | 4    | 52:22  | 76   |
| 2008/09. | 4.   | 16   | 11   | 7    | 44:26  | 59   |
| 2009/10. | 1.   | 20   | 9    | 5    | 43:21  | 69   |
| 2010/11. | 10.  | 11   | 12   | 11   | 50:45  | 45   |
| 2011/12. | 1.   | 21   | 8    | 5    | 63:31  | 71   |